# Chèque en blanc
Le chèque en blanc (en allemand Blankoscheck ; par antonomase de l'expression financière chèque en blanc) est une locution historique désignant le soutien diplomatique total de l'Empire allemand à son allié austro-hongrois après l'attentat de Sarajevo, le 28 juin 1914. On fait souvent de cette attitude d'inflexibilité diplomatique l'une des causes immédiates de la Première Guerre mondiale, par opposition à des causes plus profondes (tensions internationales, rivalités économiques notamment). La conséquence directe de ce chèque en blanc accordé à l'Autriche-Hongrie est en effet de renforcer sa position, lui permettant d'adresser à la Serbie l'ultimatum du 23 juillet 1914.

## Contexte

### Situation des puissances centrales en 1914
Le Reich ne dispose plus des moyens de maintenir dans son alliance les petits États balkaniques, la Roumanie, la Bulgarie et la Grèce. Les guerres balkaniques ont épuisé leurs finances, obligeant leur gouvernement à rechercher des financements destinés à intégrer les territoires qu'ils ont annexés. Or, ni l'Empire allemand ni la double monarchie ne disposent des capacités financières pour satisfaire ces demandes : en effet, le roi de Grèce Constantin reçoit de Berlin le bâton de maréchal, et de Londres et de Paris les financements dont son royaume a besoin pour le développement économique du royaume.
Les positions allemandes dans l'Empire ottoman sont également menacées. Durant l'automne 1913, le gouvernement ottoman, pourtant favorable au Reich, doit s'adresser aux marchés de Londres et Paris. Le 29 mai 1914, Karl Helfferich, l'un des représentants de la Deutsche Bank, alerte le chancelier du Reich, Theobald von Bethmann Hollweg, sur la faiblesse financière du Reich, pouvant remettre en cause l'influence allemande dans l'Empire ottoman, les banques allemandes ne pouvant plus satisfaire les demandes de financement ottomanes.
La double monarchie reste, au printemps 1914, le seul allié sûr de l'Allemagne. Leopold Berchtold, ministre austro-hongrois des Affaires étrangères, confie alors à un de ses proches collaborateurs, Franz Matscheko, la mission de rédiger un mémoire sur les évolutions de la situation dans les Balkans depuis le déclenchement des guerres balkaniques. Le rapport préliminaire, remis au ministre le 23 juin 1914, dresse un tableau pessimiste de la situation de la double monarchie ; pour redresser cette situation qui apparaît dégradée, Franz Matscheko suggère de favoriser la constitution d'une nouvelle ligue balkanique avec la Bulgarie et l'Empire ottoman, dirigée contre la Serbie.

### L'attentat de Sarajevo

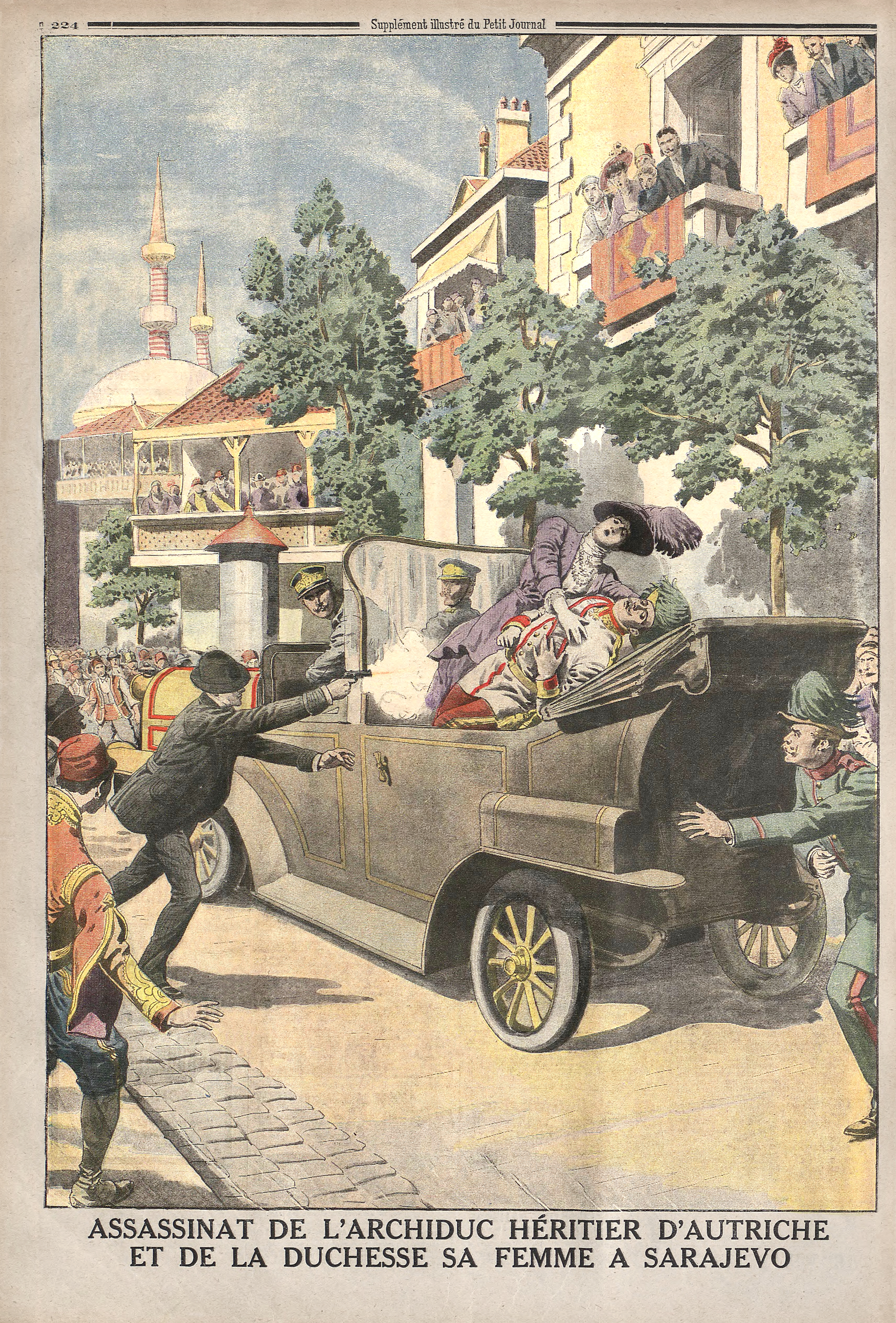
Supplément illustré du Petit Journal du 12 juillet 1914 : l'assassinat de l'archiduc héritier, François-Ferdinand, et de son épouse.

Le 28 juin 1914, le Kronprinz austro-hongrois, François-Ferdinand d'Autriche est assassiné avec son épouse, Sophie Chotek, par un jeune activiste serbe, Gavrilo Princip ; cet événement survient alors que l'archiduc visite, en compagnie de son épouse, la ville de Sarajevo, chef-lieu des provinces annexées de Bosnie et d'Herzégovine. Fomenté par des Serbes de Bosnie-Herzégovine, sujets austro-hongrois depuis 1909, cet assassinat clôt une décennie d'attentats perpétrés contre les principaux responsables austro-hongrois dans les territoires slaves du sud de la double monarchie,.
Cet acte entraîne, par-delà le choc moral en Europe, le déclenchement d'une enquête, menée avec zèle, par la police austro-hongroise. Les premières investigations démontrent rapidement l'implication de Serbes ressortissants du royaume de Serbie. Les responsables politiques de la double monarchie se montrent alors tous partisans d'une action rapide contre la Serbie, mais divisés sur les modalités du conflit qu'ils planifient avec leur voisin méridional. Ainsi, dès les premiers jours de juillet, Istvan Tisza affirme à la fois son opposition à toute action militaire rapide contre Belgrade et la nécessité d'obtenir le soutien allemand lors de la réplique austro-hongroise à l'attentat.   

## Un acte diplomatique informel

### Un soutien d'abord informel
Dans un premier temps, les hommes d'État allemands multiplient les manifestations informelles de soutien à leur allié. Ce soutien se manifeste par des rencontres entre diplomates ou publicistes allemands proches de l'office des Affaires étrangères d'une part, et ministres austro-hongrois d'autre part.
Les Allemands, en procédant ainsi, poursuivent un double but, à la fois tempérer l'ardeur austro-hongroise et leur assurer un certain soutien. Cependant, cette méthode laisse le gouvernement austro-hongrois dans l'incertitude de l'ampleur du soutien allemand à la réponse austro-hongroise.

### Une décision prise dans un cadre informel
La volonté allemande de soutenir son allié austro-hongrois n'est pas actée conformément à la constitution allemande ; en effet, après avoir pris connaissance des pièces et documents qu'a apportés Hoyos, Guillaume II se rapproche de ses principaux conseillers. 
Le souverain ne convoque cependant pas de conseil de la couronne, mais convie les militaires et les civils à s'exprimer sur la crise austro-serbe lors de deux rencontres, la première réunissant les militaires, le chef du cabinet militaire de l'empereur, Moriz von Lyncker et Hans Georg von Plessen, proche conseiller de Guillaume II pour les affaires militaires, la seconde des membres du gouvernement civil, le chancelier impérial Theobald von Bethmann Hollweg  le sous-secrétaire d'État, Arthur Zimmermann (les autres responsables civils et militaires sont alors en congé).

## Portée politique

### Un soutien sans faille
Dès le 30 juin, l'empereur allemand affirme soutenir la double monarchie pour mener une action vigoureuse contre la Serbie. Ce soutien est confirmé le 6 juillet au plénipotentiaire austro-hongrois, Alexander Hoyos, mandaté par Vienne pour s'assurer de la solidité du soutien allemand,,,,,.
En effet, le 5 juillet, le comte Alexander Hoyos, porteur d'un mémorandum très hostile à la Serbie et d'une lettre manuscrite de François-Joseph à Guillaume II, se rend officiellement à Berlin pour obtenir le soutien du Reich pour les mesures que compte prendre la double monarchie face à la Serbie. Les diplomates viennois avaient été informés la veille de façon informelle de sa position de principe : le 4 juillet, lors du déjeuner avec le diplomate austro-hongrois, l'empereur Gulliaume II l'informe du soutien du Reich dans la crise en cours.

### Laisser la libre initiative à Vienne
Dès le 30 juin, Guillaume II se montre partisan de laisser aux responsables austro-hongrois les modalités de la riposte en direction de Belgrade, tout en les assurant de leur soutien.
Envoyé à Berlin pour s'assurer du soutien allemand, Alexander Hoyos définit avec Arthur Zimmermann les modalités du soutien allemand à la réplique austro-hongroise. 
Une fois le principe du soutien sans faille à la réponse austro-hongroise à l'attentat contre l'héritier austro-hongrois, les responsables allemands défendent l'idée d'une déclaration de guerre rapide à la Serbie.